# Yuan (Familienname)
Yuan ist ein chinesischer Familienname.

## Namensträger
- Yuan An († 92), chinesischer Gelehrter und Beamter
- Yuan Chengyiyi (* 2000), chinesische Tennisspielerin
- Yuan Chongxi (* 1978), chinesischer Paläontologe
- Yuan Chunqing (* 1952), chinesischer Politiker
- Eric Yuan (* 1970), chinesisch-amerikanischer Unternehmer
- Yuan Fuli (1893–1987), chinesischer Geologe
- Yuan Guiren (* 1950), chinesischer Politiker
- Yuan Hong (328–376), chinesischer Historiker
- Yuan Hongbing (* 1953), mongolischer Schriftsteller, Jurist und Dissident
- Yuan Jia Nan (* 1985), französische Tischtennisspielerin
- Yuan Jiajun (* 1962), chinesischer Luftfahrtingenieur und Politiker
- Yuan Jiang (Maler) (袁江; 1671?–1746?), chinesischer Maler
- Joshua Yuan (* 2003), US-amerikanischer Badmintonspieler
- Yuan Junjie (* 1993), chinesisch-kanadischer Eishockeyspieler, siehe Zach Yuen
- Yuan Licen (* 2000), chinesischer Tischtennisspieler
- Yuan Longping (1930–2021), chinesischer Agrarwissenschaftler
- Yuan Lvwen (* 1996), chinesische Beachvolleyballspielerin
- Yuan Mei (1716–1797), chinesischer Dichter und Gourmet
- Yuan Meng (* 1986), chinesische Tennisspielerin
- Yuan Muzhi (1909–1978), chinesischer Filmschaffender
- Yuan Qiqi (* 1995), chinesische Sprinterin
- Ron Yuan (* 1973), US-amerikanischer Schauspieler
- Yuan Shang (177–207), chinesischer Kommandant
- Yuan Shao (154–202), chinesischer Kriegsherr
- Yuan Shikai (1859–1916), chinesischer Militärführer und Politiker
- Yuan Shu (Östliche Han-Dynastie) 袁術 (155–199), Warlord und Kaiser der Cheng- bzw. Zhong-Dynastie zur Zeit der Späteren Han-Dynastie
- Yuan Shu (Frühere Song-Dynastie) 袁淑 (408–453), chinesischer Gelehrter aus der Zeit der Früheren Song-Dynastie der Südlichen Dynastien
- Yuan Shu (Südliche Song-Dynastie) 袁樞 (1131–1205), chinesischer Gelehrter aus der Zeit der Südlichen Song-Dynastie
- Yuan Shu-chi (* 1984), taiwanische Sportbogenschützin
- Yuan Sijun (* 2000), chinesischer Snookerspieler
- Yuan Tan (173–205), chinesischer Kommandant
- Tian Yuan (Tischtennisspielerin) (* 1975), aus China stammende kroatische Tischtennisspielerin
- Tian Yuan (Gewichtheberin) (* 1993), chinesische Gewichtheberin
- Yuan Xi (176–207), chinesischer Kommandant
- Yuan Xiaofang (* 1963), chinesischer Maler
- Yuan Xinyue (* 1996), chinesische Volleyballspielerin
- Xinyi Yuan, chinesischer Mathematiker
- Yuan Xuefen (1922–2011), chinesische Operndarstellerin
- Yuanling Yuan (* 1994), kanadische Schachspielerin
- Yuan Yue (Tennisspielerin, 1991) (* 1991), chinesische Tennisspielerin
- Yuan Yue (Tennisspielerin, 1998) (* 1998), chinesische Tennisspielerin
- Yuan Zhen (779–831), chinesischer Dichter